# Newport (Vermont)
Pour les articles homonymes, voir Newport.
Newport est le siège du comté d'Orleans, situé dans le Vermont, aux États-Unis.

## Histoire
En 1753, les Abénakis ont acheté la rançon de John Stark sur le lac Memphrémagog et sont venus se localiser où se trouve Newport aujourd'hui. 
Les Rogers' Rangers ont été forcés à se retirer dans le comté d'Orléans après leurs attaques sur les Abénaquis à Saint-François-du-Lac en 1759.
Newport commença comme municipalité en 1793. Le village fut appelé Pickeral Point, mais fut renommé Lake Bridge pour sa localisation à la tête du Lac Memphremagog.
En 1816, une partie de l'ancien village de Salem, fut annexé à Newport.
Le chemin-de-fer arriva dans le village en 1863.